# Resolutie 727 Veiligheidsraad Verenigde Naties
Resolutie 727 van de Veiligheidsraad van de Verenigde Naties werd unaniem aangenomen op 8 januari 1992. De resolutie verwelkomde het akkoord tussen Kroatië en Joegoslavië en stemde ermee in dat secretaris-generaal Boutros Boutros-Ghali vijftig verbindingsofficieren ter plaatse stuurde om het staakt-het-vuren te promoten.

## Achtergrond
In 1980 overleed de Joegoslavische leider Tito, die decennialang de bindende kracht was geweest tussen de zes deelstaten van het land. Na zijn dood kende het nationalisme een sterke opmars, en in 1991 verklaarden verschillende deelstaten zich onafhankelijk. Hierdoor ontstonden burgeroorlogen met minderheden die tegen onafhankelijkheid waren in de deelstaten. Zo geschiedde ook in Kroatië, waar in de eerste helft van de jaren 1990 een bloedige burgeroorlog werd uitgevochten tussen Kroaten en Serven, en waarbij op grote schaal etnische zuiveringen plaatsvonden. De VN-vredesmacht UNPROFOR, later vervangen door UNCRO, moest een staakt-het-vuren bewerkstelligen en veilige zones creëren voor de bevolking.

### Het Akkoord van Sarajevo
Op 2 januari 1992 werd in de Bosnische hoofdstad Sarajevo een vervolgakkoord onderhandeld door Cyrus Vance als speciaal gezant van VN-secretaris-generaal Boutros Boutros-Ghali en ondertekend door de Kroatische minister van Defensie Gojko Šušak en de vicecommandant van het 5e Militaire District van het Joegoslavisch Volksleger luitenant-kolonel-generaal Andrija Rašeta. Gekend als het "Akkoord van Sarajevo", "Uitvoeringsakkoord" en "Vance-plan" hield het een nieuw staakt-het-vuren, de komst van een VN-vredesmacht van 10.000 man en de creatie van drie veilige gebieden voor de bevolking in.

### Het incident op 7 januari 1992
Op 7 januari 1992 werd een helikopter met vijf waarnemers van de Waarnemingsmissie van de Europese Gemeenschap (ECMM) boven Kroatië, nabij Podrute, neergeschoten door een MiG-21 van de Joegoslavische luchtmacht. Aan boord waren een Franse en een Italiaanse officier, en drie Italiaanse onderofficieren. Een tweede helikopter met een diplomaat aan boord kon een noodlanding maken. De chef van de luchtmacht werd vervolgens geschorst, en minister van Defensie Veljko Kadijević stapte op. De piloot verdween na het incident, en werd in 2001 opgepakt in Hongarije. Hij werd in Italië tot vijftien jaar cel veroordeeld. Zijn overste, die het bevel gaf de helikopters neer te halen, en de commandant van het 5e Korps Vliegeniers, werden in 2013 in Italië bij verstek tot 28 jaar veroordeeld.

## Inhoud
De Veiligheidsraad:
- bevestigt de resoluties 713, 721 en 724;
- neemt nota van het rapport van de secretaris-generaal;
- herinnert aan zijn primaire verantwoordelijkheid voor het handhaven van de wereldvrede onder het Handvest van de Verenigde Naties;
- herinnert ook aan hoofdstuk VIII van het Handvest en de verdere rol van de Europese Gemeenschap in het bereiken van een vreedzame oplossing;
- betreurt het tragische incident op 7 januari, waarbij vijf leden van de Waarnemingsmissie van de Europese Gemeenschap omkwamen;

1. keurt het rapport van de secretaris-generaal goed;
2. verwelkomt de ondertekening van een akkoord op 2 januari in Sarajevo met modaliteiten voor de uitvoering van het in Genève overeengekomen staakt-het-vuren;
3. steunt de intentie van de secretaris-generaal om een missie met tot vijftig militaire afgevaardigden te sturen om de naleving van het staakt-het-vuren te promoten;
4. dringt er bij de partijen op aan hun verbintenissen na te komen;
5. vraagt alle partijen maatregelen te nemen om de veiligheid van het VN-personeel en de leden van de waarnemingsmissie van de Europese Gemeenschap te verzekeren;
6. bevestigt het (wapen)embargo;
7. moedigt de secretaris-generaal aan zijn humanitaire inspanningen voort te zetten;
8. besluit actief op de hoogte te blijven tot een vreedzame oplossing is bereikt.

## Verwante resoluties
- Resolutie 721 Veiligheidsraad Verenigde Naties (1991)
- Resolutie 724 Veiligheidsraad Verenigde Naties (1991)
- Resolutie 740 Veiligheidsraad Verenigde Naties
- Resolutie 743 Veiligheidsraad Verenigde Naties

Lijst ·  726 ·  727 ·  728 ·  729 ·  730 ·  731 ·  732 ·  733 ·  734 ·  735 ·  736 ·  737 ·  738 ·  739 ·  740 ·  741 ·  742 ·  743 ·  744 ·  745 ·  746 ·  747 ·  748 ·  749 ·  750 ·  751 ·  752 ·  753 ·  754 ·  755 ·  756 ·  757 ·  758 ·  759 ·  760 ·  761 ·  762 ·  763 ·  764 ·  765 ·  766 ·  767 ·  768 ·  769 ·  770 ·  771 ·  772 ·  773 ·  774 ·  775 ·  776 ·  777 ·  778 ·  779 ·  780 ·  781 ·  782 ·  783 ·  784 ·  785 ·  786 ·  787 ·  788 ·  789 ·  790 ·  791 ·  792 ·  793 ·  794 ·  795 ·  796 ·  797 ·  798 ·  799